# Мыс (Верховажский район)
Мыс — деревня в Верховажском районе Вологодской области.
Входит в состав Чушевицкого сельского поселения, с точки зрения административно-территориального деления — в Чушевицкий сельсовет.
Расстояние по автодороге до районного центра Верховажья — 43,5 км, до центра муниципального образования Чушевиц — 10,3 км. Ближайшие населённые пункты — Дресвянка, Зуевские, Пеструха.
По переписи 2002 года население — 5 человек.